# Німфа і пастух (Тіціан)
«Німфа і пастух» (італ. Ninfa e pastore) — картина італійського живописця Тіціана (1490—1576), представника венеціанської школи. Створена приблизно у 1570 році. Зберігається у колекції Музею історії мистецтв у Відні (інв. №GG 1825). Картина походить з колекції ерцгерцога Леопольда Вільгельма (1614—1662) з 1659 року.

## Опис
Інтерпретатори цієї картини називали різні любовні пари із міфологічних пасторалей, однак жоден з них не був до кінця переконливим. На думку німецького історика мистецтва Ервіна Панофскі, полотно присвячене пристрасному коханню Паріса, сина троянського царя Пріама, і наяди Енони, ніфми джерел та струмків. Згідно з міфом, Паріс кинув закохану у нього німфу, захопившись царицею Спарти Єленою, яку він викрав і привіз до Трої, що спричинило війну.
Паріс і німфа зображені Тіціаном у період їхнього кохання, де вони залицяються під деревом. Ймовірно також, що іконографія цієї картини зображує пастуха Дафніса і німфу Хлою, оскільки на полотні показано сопілку, інструмент, на якому Дафніс навчився грати у бога Пана. Пригорнувшись одне до одного, закохані виділяються на фоні переважно монохромного пейзажу. Світлі відблиски лягають на молодого чоловіка і жінку, яка у м'якому повороті голови обертає свій погляд на глядача.
Встановлено, що художника написав картину для самого себе, а не на замовлення. Картина належить до ряду тих, які Тіціан називав «поезіями» або «легендами». Конкретна тема у них поступається містичному видінню людини у єднанні з природою, що розуміє все що відбувається на картині. Останніми роками і творчого шляху Тіціана більше, ніж вибір теми для оповідання, цікавило чітке композиційне розташування фігур: занурені у таємничий і чарівливий пейзаж, персонажі нагадують про те, що він запозичив від Джорджоне у роки навчання. Однак у цьому творі, не відчувається більше чітких ліній і визначених форм тих років, для нього характерні важко вловимі враження, рідші мазки і відчуття рельності, яка виходить далеко за межі зображеного поетичного сюжету.